# La boda de la meva millor amiga
La boda de la meva millor amiga (títol original en anglès, Bridesmaids) és una comèdia estatunidenca de 2011 dirigida per Paul Feig i escrita per la humorística Kristen Wiig. La pel·lícula forma part del conjunt de comèdies gamberres que ha produït Judd Apatow. S'ha doblat al català.
La història va tenir una gran acceptació entre el públic esdevenint la cinta que més ingressos ha aportat a Apatow Productions.

## Argument
La història se centra en Annie (Kristen Wiig), una dona en la trentena que veu com la seva vida personal i professional és un autèntic caos. Només la seva amistat amb Lillian aconsegueix mantenir-la estable. Aviat però, té lloc un esdeveniment que trastocarà completament la seva relació. La Lillian està a punt de casar-se i li demana que sigui la seva dama d'honor. Juntament amb la resta de dames d'honor de la núvia, l'Annie intentarà fer bé el seu paper de dama principal. Malauradament, l'atzar i algunes enveges provocaran alguns dels millors gags de la pel·lícula.

## Repartiment
- Rose Byrne: Helen
- Kristen Wiig: Annie
- Melissa McCarthy: Megan
- Maya Rudolph: Lillian
- Ellie Kemper: Becca
- Johnny Yong Bosch: Paul
- Wendi McLendon-Covey: Rita
- Andy Buckley: Perry Harris
- Rebel Wilson: Brynn

## Crítica
- De la mateixa manera que Apatow va redefinir als homes d'una forma més realista, Wiig pot canviar el retrat que fa Hollywood de les dones. Ella i la seva igualment meravellosa Rudolph entreguen un antídot perfecte als personatges de plàstic de les habituals comèdies romàntiques[3]
- Bridesmaids demostra definitivament que les dones són iguals que els homes en vulgaritat, franquesa sexual, vulnerabilitat, excessos alcohòlics i inseguretat[4]
- Kristen Wiig és una indiscutible deessa de la comèdia[5]
- És, en certa forma, una comèdia de terrors matrimonials vista des de la perspectiva d'una dama d'honor soltera. És també una explosiva comèdia de la factoria de gags de Judd Apatow[6]

## Premis i nominacions

### Nominacions
- 2012. Oscar a la millor actriu secundària per Melissa McCarthy[7]
- 2012. Oscar al millor guió original per Kristen Wiig i Annie Mumolo
- 2012. Globus d'Or a la millor pel·lícula musical o còmica
- 2012. Globus d'Or a la millor actriu musical o còmica per Kristen Wiig
- 2012. BAFTA a la millor actriu secundària per Melissa McCarthy
- 2012. BAFTA al millor guió original per Kristen Wiig i Annie Mumolo